# Syllepte duplicatrix
Syllepte duplicatrix là một loài bướm đêm trong họ Crambidae.